# Stanley Booth-Clibborn

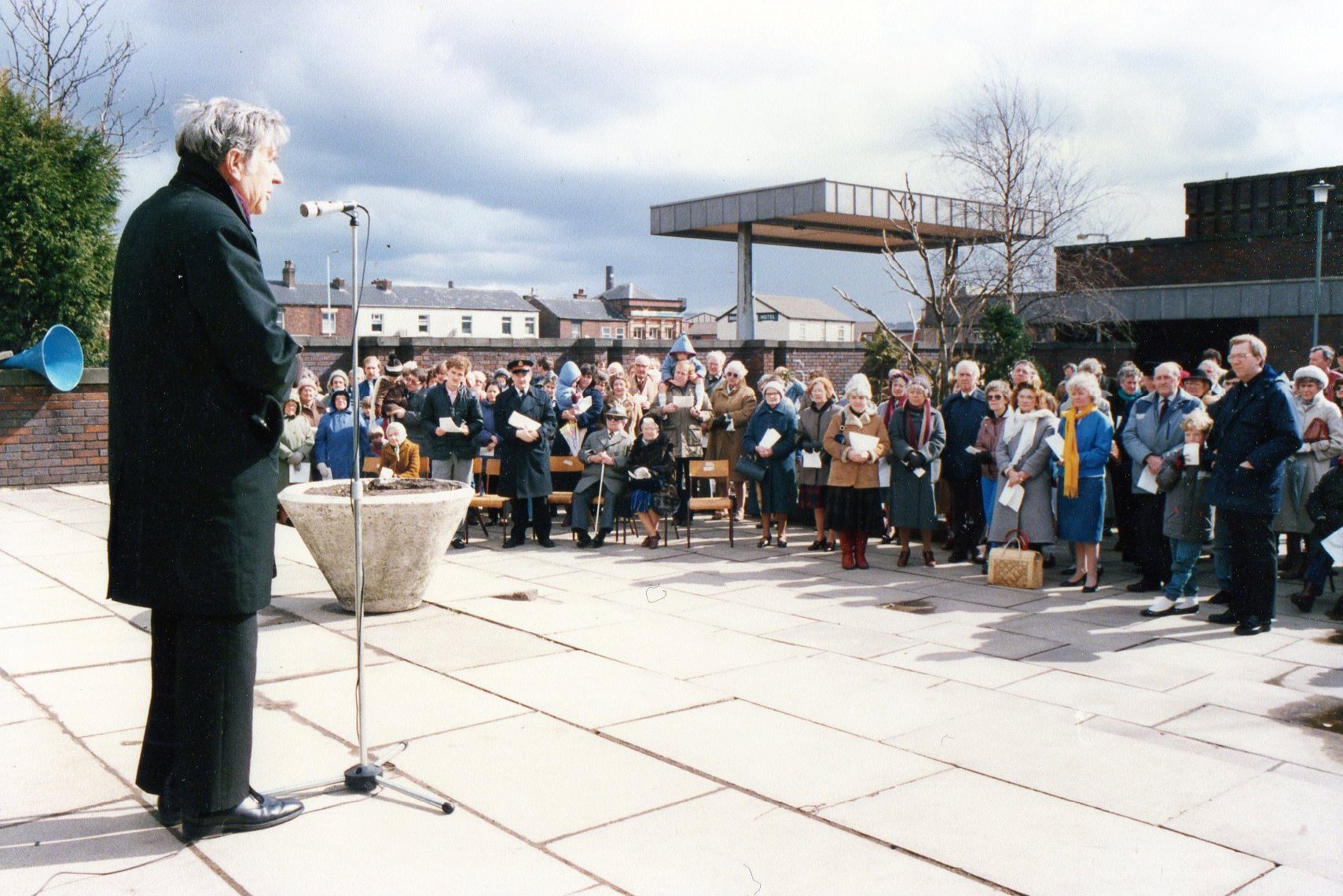
Stanley Booth-Clibborn bei einer Karfreitag-Predigt in den 1980er Jahren

Stanley Eric Francis Booth-Clibborn (* 20. Oktober 1924 in London; † 6. März 1996 in Edinburgh) war ein Geistlicher der Church of England. Er war von 1979 bis 1992 Bischof von Manchester. Er setzte sich besonders für die Verantwortung von Kirche und Politik in sozialen Fragen, die Frauenordination und Belange der Ökumene ein.

## Leben

### Jugend und Ausbildung
Stanley Booth-Clibborn war der Sohn von Rev. John Eric Booth-Clibborn, einem Geistlichen der Church of England, und seiner Gattin Lucille, geborene Leonard. Seine Großmutter väterlicherseits war Catherine Booth-Clibborn, die älteste Tochter von William Booth, dem Gründer der Heilsarmee. Der Vater starb im Jahr von Stanleys Geburt, die Mutter lebte noch bis 1989.
Booth-Clibborn besuchte die Highgate School in Highgate, Middlesex. Während des Zweiten Weltkriegs trat er im Dezember 1943 als Offizier in die British Army ein, diente bis 1945 bei der Royal Artillery, von 1946 bis 1947 bei der Royal Indian Artillery und bis 1953 erneut bei der Royal Artillery. Nach 1947 ließ er sich vom aktiven Armeedienst freistellen, um ein Studium der Neueren Geschichte am Oriel College der Universität Oxford aufzunehmen. Er schloss seine Universitätsausbildung 1950 mit einem „second-class degree“ ab. Anschließend bereitete er sich an der theologischen Hochschule Westcott House in Cambridge auf die Ordination vor. Er wurde 1952 zum Diakon und 1953 zum Priester geweiht. Von 1952 bis 1954 diente er in der Diözese Sheffield als Kurat in Heeley und anschließend bis 1956 in Attercliffe, letzteres ein Gebiet im vorstädtischen, von der Stahlindustrie geprägten Nordosten von Sheffield. Im Januar 1953 schied er offiziell aus dem Armeedienst aus und erhielt den Ehrenrang eines Captain.

### Tätigkeit in der Ökumene
1956 entschloss sich Booth-Clibborn, im Geiste der Ökumenischen Bewegung nach Afrika zu gehen, und diente bis 1963 als Sekretär für den Rat christlicher Kirchen in Kenia. In dieser Funktion war er zuständig für die Ausbildung von einheimischen Geistlichen, eine Aufgabe, die er sehr ernst nahm, da sich die Auflösung des British Empire abzeichnete und die christlichen Kirchen Afrikas durch die Heranbildung qualifizierten Führungspersonals auf die Unabhängigkeit vorbereitet werden sollten. Dazu gehörte nach Ansicht Booth-Clibborns auch, dass einfache Geistliche ebenso wie höhere kirchliche Würdenträger politischen Fragen Aufmerksamkeit schenkten. In diesem Sinne setzte er sich auch mit Nachdruck als Chefredakteur der Zeitungen Rock (1957 bis 1964) sowie Target und Lengo (1963 bis 1967) ein, letztere unter dem Begriff East African Venture Newspapers zusammengefasst. Frühzeitig sprach er sich auch für die Freilassung des zu sieben Jahren Zwangsarbeit verurteilten Jomo Kenyatta aus – obwohl dieser von der britischen Kolonialmacht für die Schrecken des Mau-Mau-Krieges verantwortlich gemacht wurde.
Seine meinungsstarken Kommentare führten zu Konflikten sowohl mit stärker evangelikal ausgerichteten Missionaren, die eine Politisierung von Religion ablehnten, wie auch mit den Kolonialverwaltungen, die in Booth-Clibborns Publikationen regelmäßig kritisiert wurden. Nachdem eine seiner Zeitungen verboten worden war, entschied er sich, nach Großbritannien zurückzugehen. Insgesamt stärkten die Jahre in Afrika seine Ansichten hinsichtlich der Bedeutung der Ökumene und einer notwendigen Erneuerung der christlichen Kirchen durch Betonung der Arbeit für Arme und gesellschaftliche Randgruppen.

### Rückkehr nach England und Bischofsamt

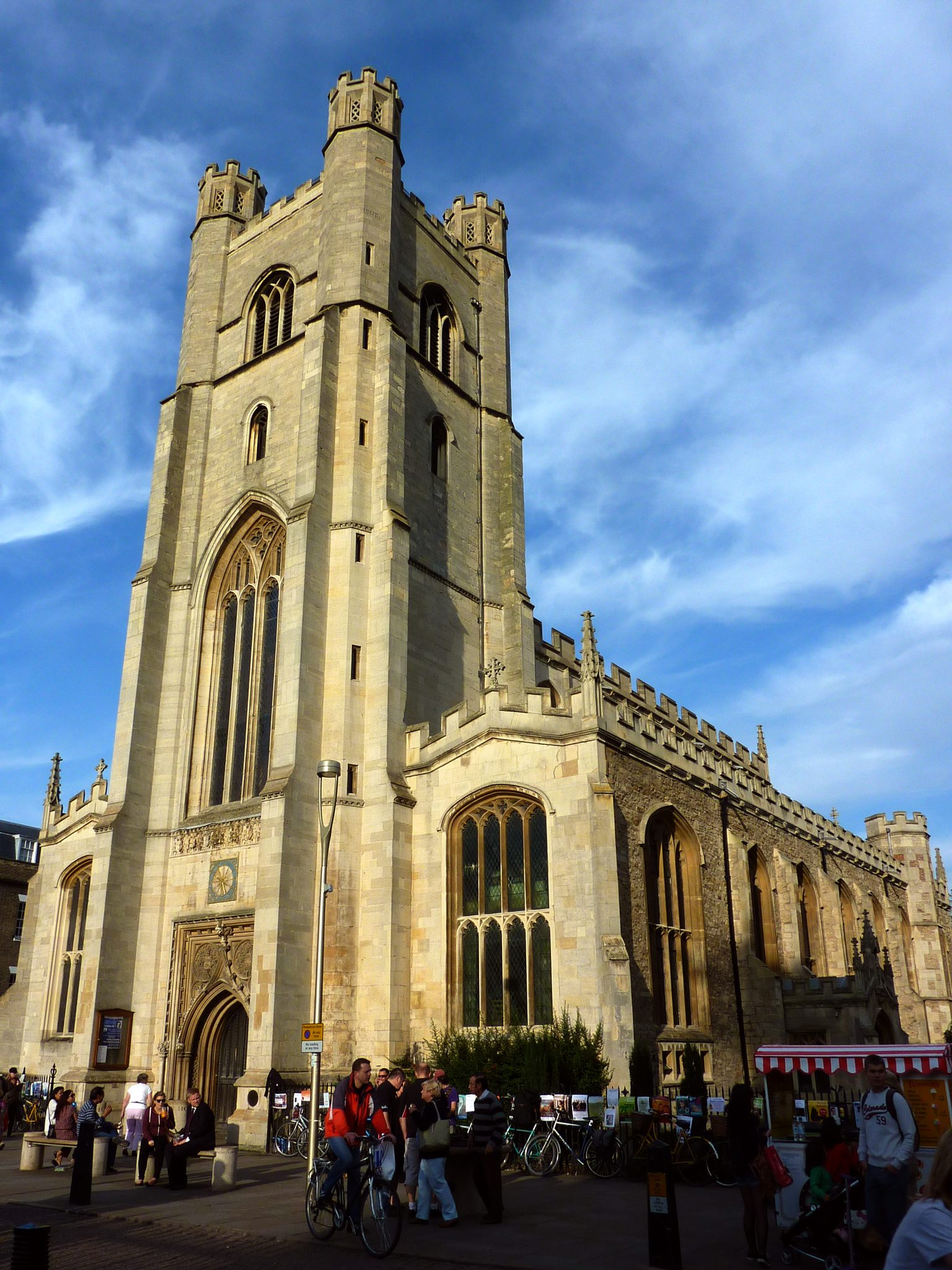
Die Universitätskirche St Mary the Great in Cambridge, an der Booth-Clibborn von 1970 bis 1979 Vikar war

Nach seiner Rückkehr nach England bekleidete Booth-Clibborn von 1967 bis 1970 Pfarrämter in der Innenstadt von Lincoln (Lincoln City Centre Team Ministry) und wechselte dann als Vikar an die Kirche St Mary the Great in Cambridge, sowohl eine Pfarrkirche der Diözese Ely als auch die Universitätskirche der Cambridge University. Der Kontakt mit studentischen Gläubigen wie auch mit bedeutenden Rednern, die insbesondere zu den Gottesdiensten am Sonntagabend geladen wurden, war eine neue Erfahrung für Booth-Clibborn. Viele der Predigten, die er in dieser Zeit hielt, erschienen in der kircheneigenen Reihe „St Mary’s Sermons“. Er blieb bis 1979 an der Kirche und erwarb sich in dieser Zeit den Ruf, mit seiner Tatkraft ein lebendiges Gemeindeleben organisieren zu können sowie administrative und kommunikative Fähigkeiten zu besitzen.
Das war die Voraussetzung dafür, dass er 1979 zum Bischof der Diözese Manchester berufen wurde. In dieser Funktion sah er sich mit den schwierigen kirchlichen und sozialen Verhältnissen im Ballungsgebiet von Manchester konfrontiert, das sich mitten in der Umstrukturierung von einer Industrie- zu seiner Dienstleistungsmetropole befand. Zwei Drittel der 300 Pfarreien lagen in Problemgebieten, in denen Arbeitslosigkeit, Kriminalität und Vandalismus an der Tagesordnung waren, und die großen, aus viktorianischer Zeit stammenden Kirchen im Stadtzentrum besaßen zumeist nur winzige Gemeinden, da viele der Menschen, die ihren Wohlstand dem innerstädtischen Geschäftsleben verdankten, außerhalb Manchesters wohnten und damit einer benachbarten Diözese angehörten. Booth-Clibborn reorganisierte die Diözese Manchester, indem er sie in drei Abschnitte mit jeweils rund hundert Pfarreien einteilte, wodurch sich die seelsorgerische Lage verbesserte. Persönlich kümmerte er sich häufig um Geistliche, die in Schwierigkeiten geraten waren, sei es in privater Hinsicht oder durch ihr Amt. Dass er zugänglich war und für die Probleme der Menschen ein offenes Ohr hatte, brachte ihm die Unterstützung des Klerus wie den Zuspruch vieler Gläubiger ein.
Der Beginn von Booth-Clibborns Episkopat fiel mit dem Amtsantritt der Tory-Regierung von Margaret Thatcher zusammen. Als einer der wenigen Mitglieder der Labour Party unter den kirchlichen Würdenträgern und als Befürworter eines Engagements der Kirche wie des Staates zugunsten sozial Benachteiligter wurde er in den folgenden Jahren zu jemandem, der bevorzugt von Medien um kritische Kommentare zu aktuellen politischen Ereignissen und Entwicklungen gebeten wurde, insbesondere da mehr im Licht der Öffentlichkeit stehende Würdenträger wie der Erzbischof von Canterbury Robert Runcie und der Erzbischof von York Stuart Yarworth Blanch sich diesbezüglich zurückhielten. Booth-Clibborn gab seine Ansichten bei solchen Gelegenheiten freimütig und entschieden preis, was ihm bei vielen Tories den Ruf eines gefährlichen Radikalen einbrachte, obwohl seine in der Tradition von William Temple stehende Position bezüglich sozialer Verantwortung und eines Einsatzes für die Schwachen in der Gesellschaft tatsächlich auf breiten politischen Konsens ausgerichtet war. Diese sozialethische Haltung brachte er auch in seinem einzigen Buch Taxes – Burden or Blessing? zum Ausdruck, in dem er 1991 – in Abgrenzung zur Anfeindung staatlich erhobener Steuern durch Konservative und Wirtschaftsliberale – die direkte Besteuerung als Möglichkeit definierte, notwendige Verantwortung als Staatsbürger zu tragen.
Booth-Clibborn übernahm aktive Rollen sowohl in der Generalsynode der Church of England und ihrem ständigen Ausschuss wie auch im House of Lords, dem er ab 1985 angehörte, obwohl dies alles zusätzliche Belastungen für ihn bedeuteten. Er sprach sich frühzeitig und entschieden für die Frauenordination aus und übte innerhalb des Movement for the Ordination of Women von 1979 bis 1982 die Rolle eines Moderators aus. Weiterhin hielt er seine Verbindung zu Afrika aufrecht, so durch mehrere Besuche in Namibia, wobei sich eine rege Zusammenarbeit mit der dortigen Diözese entwickelte. In geistlichen Angelegenheiten war er traditioneller ausgerichtet als in sozialen Fragen und er scheute nicht davor zurück, konservative und katholische Geistliche auf Posten in der Diözese einzusetzen.
Die letzten Jahre seines Episkopats waren von nachlassender Gesundheit überschattet. Im November 1992 trat er vom Amt des Bischofs von Manchester zurück. 1994 wurde ihm von der University of Manchester der Titel eines Doctor of Divinity verliehen.

### Privates und Tod
Von 1958 bis zu seinem Tod war Stanley Booth-Clibborn mit der geborenen Anne Roxburgh Forrester verheiratet. Ihre Eltern William und Margaret Forrester waren einflussreiche Persönlichkeiten in der Church of Scotland. Anne unterstützte die seelsorgerische Tätigkeit ihres Mannes tatkräftig und war selbst karitativ tätig, so als stellvertretende Vorsitzende der Hilfsorganisation Christian Aid, wobei sie sich besonders um Afrika kümmerte. Stanley und Anne Booth-Clibborn hatten vier gemeinsame Kinder, zwei Söhne und zwei Töchter.
Nach dem Ende seines Episkopats zog Stanley Booth-Clibborn mit seiner Frau nach Edinburgh in deren schottische Heimat. Dort starb er am 6. März 1996 im Alter von 71 Jahren nach einer Herzoperation und einem Schlaganfall. Seine sterblichen Überreste wurden kremiert und die Asche am 29. März 1996 in der Kathedrale von Manchester beigesetzt.

## Veröffentlichungen

### Predigten
- Let's Join the Human Race. The Society for Non-Members. Great St Mary’s, Cambridge 1970.
- Speaking to the Seventies. A Great Big Melting Pot. Great St Mary’s, Cambridge 1970.
- Anchors in the Storm. Life at Sea. Great St Mary’s. Cambridge 1971.
- The Difference in Being Christian Today. Is Marriage out of Date? Great St Mary’s, Cambridge 1971.
- Shopping-List for Modern Man. A Package of Seeds. Great St Mary’s, Cambridge 1971.
- These Days of Decision. Going Down – to a Rat Race? Great St Mary’s, Cambridge 1971.
- Time for a New Look. „The English Are Best“. Great St Mary’s, Cambridge 1971.
- Change – and Decay? Easy Abortion – Moral Decay? Great St Mary’s, Cambridge 1972.
- Crossroads – And Finding Your Way. Great St Mary’s, Cambridge 1972.
- Moments of Truth. The True Alternative Society. Great St Mary’s, Cambridge 1972.
- The Need for Roots. Live Now, Pay Later. Great St Mary’s, Cambridge 1972.
- The Need for Roots. The Invisible Religion. Great St Mary’s, Cambridge 1972.
- Some Signs of the Times. Church and Change in City Centres. Great St Mary’s, Cambridge 1972.
- Against the Stream. Sex – Doing What Comes Naturally? Great St Mary’s, Cambridge 1973.
- The End of the Monopoly Game. Christ's Call to the Family of Man. Church Missionary Society, London 1973.
- Hell Is Other People. Great St Mary’s, Cambridge 1973.
- Movements of the Spirit. The Spirit in the Mass Media. Great St Mary’s, Cambridge 1973.
- Persons and Purpose. Does Peace Mean Progress? Great St Mary’s, Cambridge 1973.
- Reflections of Reality. The Puzzle of Living. Great St Mary’s, Cambridge 1973.
- World Affairs and the British Conscience. Great St Mary’s, Cambridge 1973.
- The Church for Others. Speaking through Brick Walls. Great St Mary’s, Cambridge 1974.
- Facing Facts with Faith. Cambridge Summer – The End. Great St Mary’s, Cambridge 1974.
- Living Free. „Christ, Sex and Freedom“. Great St Mary’s, Cambridge 1976.
- What Matters...? ...in Race and Immigration. Great St Mary’s, Cambridge 1976.
- Reverence for Life. „All Things Under Man's Hand?“. Great St Mary’s, Cambridge 1977.
- „The Search for Truth...in Prayer.“ Great St Mary’s, Cambridge 1977.

### Bücher
- Great St. Mary’s. The University Church, Cambridge. Great St. Mary’s, Cambridge 1975.
- Taxes – Burden or Blessing? Towards a Christian View on Taxation. Arthur James, London 1991, ISBN 0-85305-298-0.